# 计量单位制
计量单位制 （system of measurement units）又称计量系统（system of measurement），简称计量制、单位制（system of units），是“计量单位”和“它们相互关联规则”的集合。 
在历史上为了科学和商业的目的，计量制一直很重要，且受规范和定义。现代使用的计量制，包括公制（含国际单位制）、英制和美制。中国传统的计量单位制叫度量衡。

## 历史
法国大革命引发了衡量标准体系公制，并且已经遍布全球，取代了大多数惯用的衡量单位。在大多数系统中，长度（距离），质量和时间是基本量。
后来的科学发展顯示，可以加入电荷或电流来扩展基本量的集合，通过這些基本量可以方便地定义许多其他的计量单位。（然而，这样的集合对于电子单位並不是必備的。例如，高斯单位仅有长度、质量和时间作为基本量，而安培是以其他的单位定义的）。至於其他的量，例如功率和速度，是来自基本量的集合：例如，速度就是每单位时间的距离。 以历史來說，各种各样不同的单位使用了相同类型的量：在不同的背景下，长度以英寸，英尺，码，英尋，桿，鏈，浪，英里，海里，里格，而且它們彼此之間的轉換倍數並不是以10的指数。这种情形在它们自己的情况下是符合要求的。
使用更加普遍和一致的系统（基于更合理的基础单位）的偏好只会随着科学的发展而更加地扩散。 改变計量系统具有大量的财务和文化成本，必定會抵消使用更合理的系统所能获得的优势。 然而，压力逐渐增大，包括从科学家和工程师转变为更合理，也是国际一致的测量基础。

## 公制
自1795年在法国采用第一个明确定义的系统以来，公制已经演变。在这种演变过程中，这些系统的使用遍及全世界，首先是非英语国家，然后是英语国家。
公制单位的倍数和约数乘以10的幂相关，并且它们的名称由词头前缀形成。 这种关系与十进制数字系统兼容，它极大地促进了公制单位的便利性。
在早期的公制系统中，有两个基本单位，长度的米和质量的克。 其他单位的长度和质量，以及所有面积，体积和衍生单位如密度的单位都来自这两个基本单位。

## 备注
1. ↑  計量，此處作動詞，讀音從動詞讀法。计量的量读 liáng，是“計算度量”；但，计量的量若读 liàng，是“計算數量”，见：量 、量。